# Dlouhá Lhota (Boêmia do Sul)
Dlouhá Lhota é uma comuna checa localizada na região da Boêmia do Sul, distrito de Tábor.